# 🇹🇱
🇹🇱 is een Unicode vlagsequentie emoji die gebruikt wordt als regionale indicator voor Oost-Timor. De meest gebruikelijke weergave is die van de vlag van Oost-Timor, maar op sommige platforms (waaronder Microsoft Windows) ziet men de letters TL.
De vlagsequentie is opgebouwd uit de combinatie van de Regional Indicator Symbols 🇹 (U+1F1F9) en 🇱 (U+1F1F1), tezamen de ISO 3166-1 alpha-2 code TL voor Oost-Timor vormend.
Deze emoji is in 2010 geïntroduceerd met de Unicode 6.0-standaard.

## Gebruik

De landsvlag van Oost-Timor

Deze emoji wordt gebruikt als regionale aanduiding van Oost-Timor.

## Codering

De Emoji One-implementatie

### Unicode
In Unicode vindt men de 🇹🇱 met de codesequentie U+1F1F9 U+1F1F1 (hex).

### Shortcode
Er zijn shortcodes  voor 🇹🇱; in Github kan deze opgeroepen worden met :timor-leste:,  in Slack kan het karakter worden opgeroepen met de code :flag-tl:.